# Skadesreduktion
Skadesreduktion er en gruppe af pragmatiske folkesundhedstiltag, der har til formål at reducere skadevirkninger associeret med stofmisbrug og andre højrisikoaktiviteter.
Fortalere for skadesreduktion hævder at forbud kan være skadelige, da de for eksempel tvinger prostituerede til at arbejde under farlige betingelser eller fører til at stofbrugere må skaffe deres stoffer fra upålidelige og kriminelle kilder.
Skadesreduktion i bredere forstand forekommer overalt i samfundet. I bilers konstruktion, anbefalinger for alkoholindtag og uddeling af kondomer. Eksempler på skadesreduktion inden for narkotikaområdet er fixerum, informationsmaterialer om hvordan man bruger stoffer på en mindre skadelig måde, fokus på rene kanyler, erstatningslægemidler/substitution, eller at teste ecstasypiller for urenheder. Man kan også reducere straffe associeret med en aktivitet (afkriminalisering) for at få mennesker til at søge pleje.
Kritikere af skadesreduktion mener at stoffrihed bør være endemålet for behandlingstiltag. De hævder at det er en inhuman synsvinkel at begrænse ambitionerne til skadesbegrænsning og livslang substitutionsbehandling. Skadesreducerende handlinger, som ikke er koblet til att personen skal ud af misbrug, kan give indtryk af at narkotika kan anvendes sikkert og risikerer at bidrage til et øget forbrug.[kilde mangler]
I Danmark opererer et åbent online-forum for skadesreduktion ved navn psychedelia. Deres primære mål er at skabe sund rusmiddelkultur i Danmark.

## Grundidé
To finske forskere, Tuukka Tammi og Toivo Hurme, betragter skadesreduktion som byggende på fire grundidéer:
- Stofbrug bør betragtes i neutrale i stedet for moralistiske termer.
- Stofbrugeren er en borger og medlem af samfundet, ikke et afvigende individ eller blot en genstand for handlinger.
- Narkopolitik bør bygges på videnskab og afprøvede erfaringer, ikke ideologi og dogmatisne.
- Narkopolitik bør respektere menneskerettigheder og retfærdighed, og ikke træde på disse med henvisning til krigen mod narkotika eller målet om et narkotikafrit samfund.

## Kritik mod principperne bag skadesreduktion
Robert Dupont, afhængighedslæge, som i forskellige funktioner har arbejdet for den amerikanske stat, og Sven-Olov Carlsson, formand i den Stockholmsbaserede World Federation Against Drugs, mener at ikke-medicinsk anvendelse af narkotika accepteres som et legitimt livsvalg, hvis man benytter principperne omkring skadesreduktion. Men for dem er det "ikke [et] udtryk hverken for medfølelse eller empati at acceptere at mennesker – de unge og de svage i første omgang – etablerer og siden hænger fast i kemisk slaveri." De peger også på Nils Bejerots konklusioner omkring forsøget med receptudskrivning af narkotika til narkomaner i Stockholm i 1960'erne og mener at udskrivning af Metadon og Subutex og lignende kan legitimere illegal anvendelse af sådanne stoffer. De peger også på risiciene med lækage. Producenten af Subutex besluttede i november 2012 at ophøre med salget i Sverige på grund af at præparatet havde bidraget til at unge begyndte med misbrug.

## Eksterne links
- Handböcker och utbildningsmaterial från Svenska Brukarföreningen
- Bli hög på rätt sätt: En säkerhetsmanual för sprutnarkomaner Arkiveret 25. september 2015 hos  Wayback Machine
- Drug Decriminalization in Portugal: Lessons for Creating Fair and Successful Drug Policies
- Portugals avkriminalisering en dundrande succé Arkiveret 17. juni 2009 hos  Wayback Machine
- What is harm reduction?  Arkiveret 10. december 2009 hos  Wayback MachineA position statement from the International Harm Reduction Association Arkiveret 10. december 2009 hos  Wayback Machine